# Герцог Ратленд

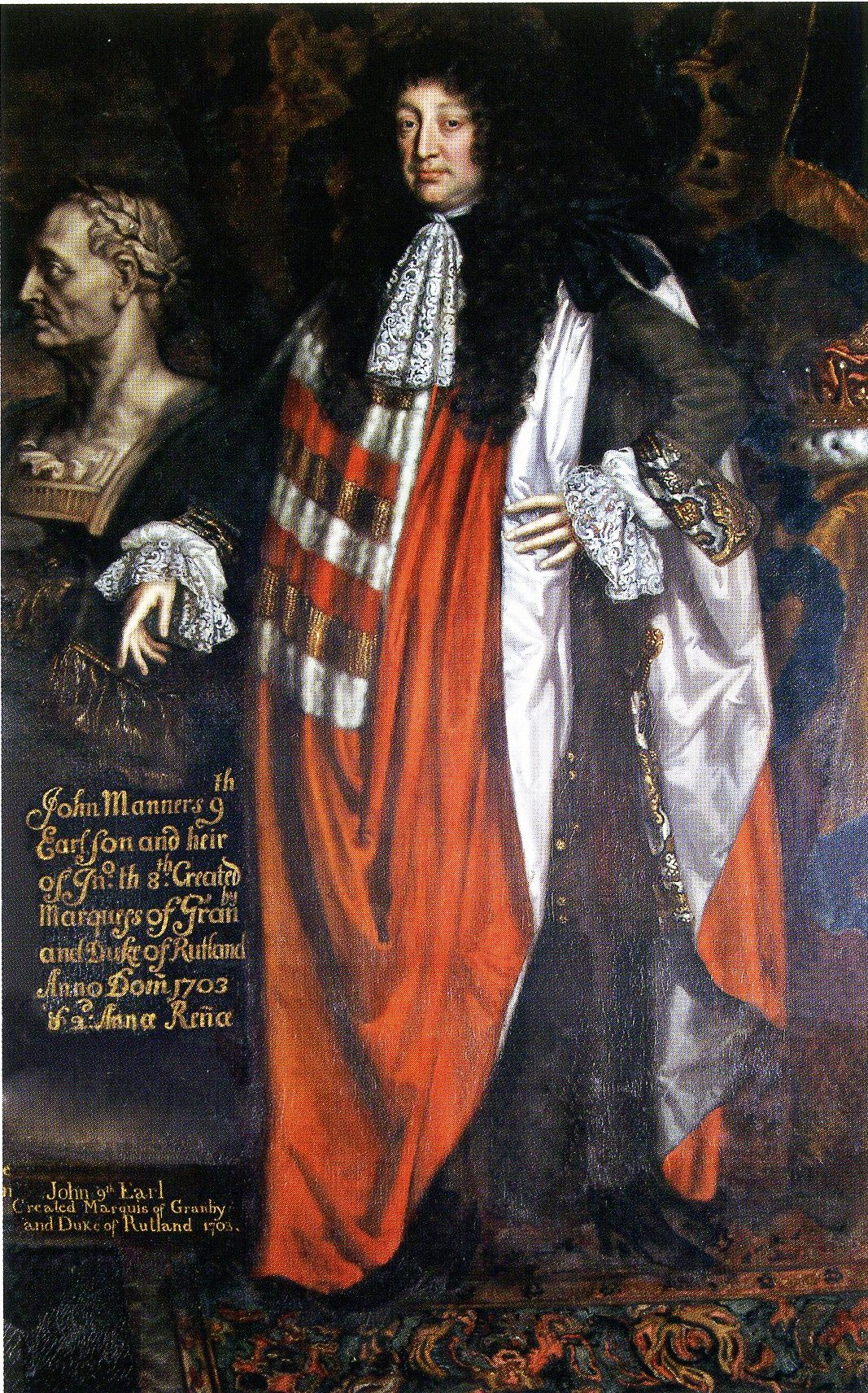
Джон Меннерс, 1-й герцог Ратленд

Герцог Ратленд (англ. Duke of Rutland) из графства Ратленд, в Ист-Мидлендс, в Англии — аристократический титул в пэрстве Англии. Титул был создан в 1703 году для видного политика-вига Джона Меннерса, 9-го графа Ратленда. Титул графа Ратленд создавался дважды в истории пэрства Англии, и 9-й граф второй креации получил титул герцога в 1703 году.

## Графство Ратленд

### Первая креация
Титул графа Ратленда был создан в 1385 году для Эдуарда Плантагенета, (1373—1415), сына Эдмунда Лэнгли, герцога Йоркского и внука короля Англии Эдуарда III. После смерти герцога в 1402 году Эдуард стал герцогом Йоркским. Титул графа Ратленда после его смерти в битве при Азенкуре перешёл к другим членам дома Йорков, в том числе племяннику первого графа Ричарду Плантагенету, 3-му герцогу Йоркскому, отцу короля Эдуарда IV, и его второму сыну Эдмунду.

### Вторая креация
Томас Меннерс (около 1488—1543), сын 11-го барона де Роса, стал графом Ратленд в пэрстве Англии в 1525 году. Он был правнуком Ричарда Плантагенета. Баронство де Рос (иногда пишется Ро, Рус или де Рус) было создано Симоном де Монфором предписанием от имени короля члену палаты лордов о явке на заседание парламента для Роберта де Роса (1223—1285) в 1264 году. Титул может передаваться по женской линии, когда нет наследника мужского пола, и соответственно, когда 3-й граф Эдуард Меннерс (ок. 1548—1587), не оставил сыновей, баронство де Рос перешло в семью его дочери Елизаветы (умерла в 1591 году), которая стала женой 2-го графа Эксетера. 3-му графу наследовал, в качестве 4-го графа, его брат Джон (умер в 1588 году). Баронство де Рос был восстановлено в семье Меннерс, когда Фрэнсис Меннерс, 6-й граф (1578—1632), унаследовал его в 1618 году от своего двоюродного брата Уильяма Сесила (1590—1618). Тем не менее Фрэнсис умер без мужского потомства, и использование титула учтивости лорда Роса для старших сыновей последующих графов, скорее всего, не имело никакой правовой основы. По смерти 7-го графа в 1641 году титул графа перешёл к его дальнему родственнику Джону Меннерсу из Хеддон-холла, внуку второго сына первого графа.

## Герцогство Ратленд
В 1703 году 9-й граф Ратленд получил от королевы Анны титулы герцога Ратленда и маркиза Грэнби .
Наиболее видным маркизом Грэнби был Джон Меннерс (1721—1770), сын 3-го герцога. Он был опытным военачальником и популярной фигурой своего времени, и его почётный титул используется в качестве названия большим количеством пабов по всей Великобритании. Города Гранби, Квебек и Гранби, Массачусетс, США были также названы в его честь.

### Второстепенные титулы
Второстепенными титулами герцогского титула являются: маркиз Грэнби (создан в 1703 году), граф Ратленд (1525 год), барон Меннерс из Хэддона в графстве Дерби (1679 год), и барон Рус Биверский, из Бивера в графстве Лестер (1896 год). Титул барона Руса Биверского находится в пэрстве Соединённого королевства; остальные титулы — в пэрстве Англии. Самый старший второстепенный титул, маркиз Грэнби, используется в качестве титула учтивости для старшего сына и наследника герцога.

### Герб
Изначально герб семьи Меннерсов имел червлёную главу. Четверочастная глава с французскими королевскими лилиями и английским львом была предоставлена королём Генрихом VIII Томасу Меннерсу во время его креации графом Ратлендом в знак признания его происхождения по материнской линии от короля Эдуарда IV.

### Семейные резиденции
Семье Меннерсов принадлежат средневековые Хеддон-холл в Дербишире и Бивер-Касл в Лестершире, которые последовательно расширялись и перестраивались вплоть до XIX века. Некоторые покои в обоих зданиях открыты для посещения. Они принадлежат к памятникам архитектуры I класса, расположены в охраняемых парках, лесах и садах с водоемами, которые служили образцами для других ландшафтных владений.
В 2009 году в честь пятисотлетия владения Бивер-Касла семьей Меннерсов два самолета с базы Королевских ВВС Крануэлл в Линкольншире были украшены гербом герцога Ратленда. 11 июня 2009 года герцог посетил авиабазу, чтобы увидеть самолеты — King Air from 45 (Reserve) Sqn и Dominie from 55 (Reserve) Sdn.

### Усыпальницы
Традиционным местом погребения семьи Меннерсов была церковь Пресвятой Богородицы в Боттесфорде. С возведением в герцогское достоинство в 1703 году большинство герцогов были похоронены на территории мавзолея в Бивер-Касл.

## Графы Ратленд, первая креация (1385)
Другие титулы (1-го герцог): герцог Йоркский (1385 год), герцог Омаль (1397—1399), граф Кембридж (1362—1414), граф Ратленд (1390—1402), граф Корк (ок. 1396 года)
- Эдуард Норвичский, 2-й герцог Йоркский (1373—1415), внук Эдуарда III;

Брат Эдуарда Норвичского, Ричард Конисбургский, был лишен прав и казнён за измену в августе 1415 года. Это лишение гражданских и имущественных прав стояло на пути его сына Ричарда Плантагенетов наследующего Эдуарду, пока король не счёл благоразумным их восстановить.
Другие титулы (2-й герцог): герцог Йоркский (1385 год, восстановлен в 1425—1460), граф Ольстер (1264 год), граф Марч (1328 год), граф Кембридж (1414 год, восстановлен в 1426 году), феодальный лорд Клэр (ок. 1066—1075), барон Мортимер из Уигмора (1331 год)
- Ричард Плантагенет, 3-й герцог Йоркский (1411—1460), сын Ричарда Конисбургского;
- Эдмунд Плантагенет (1443—1460), пятый сын Ричарда, 3-го герцога Йоркского носил титул с 1446 года.

Графский титул выходят из употребления после 2-го графа. Его наследник взошел на трон как Эдуард IV, таким образом, в любом случае титул был объединён с престолом.

## Графы Ратленд, вторая креация (1526)
Другие титулы (1-го — 3-го и 6-го графов): барон де Рос из Хелмсли (1299)
- Томас Меннерс, 1-й граф Ратленд (ок. 1488—1543), сын лорда де Роса;
- Генри Меннерс, 2-й граф Ратленд (ок. 1516—1563), старший сын первого графа;
- Эдвард Меннерс, 3-й граф Ратленд (1549—1587), старший сын второго графа, умер без мужского потомства;
- Джон Меннерс, 4-й граф Ратленд (ок. 1552—1588), младший сын второго графа;
- Роджер Меннерс, 5-й граф Ратленд (1576—1612), старший сын 4-го графа, умер, не оставив потомства;
- Фрэнсис Меннерс, 6-й граф Ратленд, лорд Рос (1578—1632), второй сын 4-го графа, умер без мужского потомства;
- Джордж Меннерс, 7-й граф Ратленд (1580—1641), третий сын 4-го графа, умер, не оставив потомства;
- Джон Меннерс, 8-й граф Ратленд (1604—1679), правнук 1-го графа;
- Джон Меннерс, 9-й граф Ратленд (1638—1711), создан герцогом Ратленд в 1703 году.

## Герцоги Ратленд (1703)
Другие титулы: маркиз Грэнби (1703 год), граф Ратленд (1525 год), барон Меннерс Хэддонский (1679 год) и барон Рус Биверский (1896 год)
- Джон Меннерс, 1-й герцог Ратленд (1638—1711), единственный сын 8-го графа;
- Джон Меннерс, 2-й герцог Ратленд (1676—1721), сын 1-го герцога;
- Джон Меннерс, 3-й герцог Ратленд (1696—1779), старший сын 2-й герцога;
  - Джон Меннерс, маркиз Грэнби (1721—1770), старший сын 3-го герцога, умер раньше своего отца;
  - Джон Меннерс, лорд Рус (1751—1760), старший сын лорда Грэнби, умер в детстве;
- Чарльз Меннерс, 4-й герцог Ратленд (1754—1787), второй сын лорда Грэнби;
- Джон Генри Меннерс, 5-й герцог Ратленд (1778—1857), старший сын 4-го герцога;
  - Джордж Джон Генри Меннерс, маркиз Грэнби (1807), старший сын 5-го герцога, умер в младенчестве;
  - Джордж Джон Фредерик Меннерс, маркиз Грэнби (1813—1814), второй сын 5-го герцога, умер в младенчестве;
- Чарльз Сесил Джон Меннерс, 6-й герцог Ратленд (1815—1888), третий сын 5-го герцога, умер неженатым;
- Джон Джеймс Роберт Меннерс, 7-й герцог Ратленд (1818—1906), четвёртый сын 5-го герцога;
- Генри Джон Бринсли Меннерс, 8-й герцог Ратленд (1852—1925), старший сын 7-го герцога, был женат на Виолет Линдсей, имели пятерых детей;
  - Роберт Чарльз Джон Меннерс, лорд Меннерс (1885—1894), старший сын 8-го герцога, умер в детстве;
- Джон Генри Монтегю Меннерс, 9-й герцога Ратленд (1886—1940), младший сын 8-го герцога;
- Чарльз Джон Роберт Меннерс, 10-й герцог Ратленд (1919—1999), старший сын 9-го герцога;
- Дэвид Чарльз Роберт Меннерс, 11-й герцог Ратленд (род. 1959), старший сын 10-го герцога;
  - Наследник: Чарльз Джон Монтегю Меннерс, маркиз Грэнби (род. 1999), старший сын 11-го герцога.